# Chemokine-bindend eiwit
Een chemokine-bindend eiwit is een proteïne dat een lichaamseigen chemokine bindt. Virussen produceren dergelijke eiwitten om het immuunsysteem van de gastheer te omzeilen. Door co-evolutie is zo een biologische redundantie in het immuunsysteem ontstaan.